# Meristogenys jerboa
Meristogenys jerboa es una especie  de anfibios de la familia Ranidae.

## Distribución geográfica
Se encuentra en Indonesia.